# Železniční trať Pchjongjang – Sinŭidžu
Železniční trať Pchjongjang – Sinŭidžu (korejsky 평의선 – Pchjŏngŭisŏn) je železniční trať v Severní Koreji, kde vede z nádraží Pchjongjang v Pchjongjangu, hlavním městě státu, na severozápad do města Sinuidžu u čínsko-severokorejské hranice, kde je železniční hraniční přechod přes řeku Jalu po mostě Čínsko-korejského přátelství do města Tan-tungu v Čínské lidové republice a tím propojení na železniční trať Šen-jang – Tan-tung. Je dlouhá 224 kilometrů, má normální rozchod a je elektrifikovaná. Prochází přes provincie Jižní Pchjongan a Severní Pchjongan, ve kterých vede mj. přes města Andžu, Čongdžu a Rjongčchon.
Původně byla součástí železniční tratě Soul – Sinuidžu, na které provozovaly v letech 1910–1945 provoz Japonské státní dráhy. Od roku 1948 provozují vlaky na této trati Korejské státní dráhy.
V železniční stanici v Rjongčchonu došlo 22. dubna 2004 k výbuchu vlaku s dusičnanem amonným, při kterém zahynuly desítky lidí a stovky jich byly zraněny.